# Cédric Van Branteghem
Cédric Van Branteghem, né à Gand le 13 mars 1979, est un sprinter belge, spécialiste du 200 m et du 400 m.
En 2008, il établit un nouveau record de Belgique du relais 4 × 400 m en 3 min 2 s 51, en compagnie de Kévin Borlée, Jonathan Borlée et Kristof Beyens, améliorant de près d'une seconde l'ancienne meilleure marque nationale réalisée 27 ans auparavant. Il réédite cette performance deux semaines plus tard avec 3 min 2 s 13. Avec le relais 4 × 400 m belge, composée également de Jonathan Borlée, Kévin Borlée et Arnaud Ghislain, il se classe quatrième de la finale des Jeux olympiques à la suite du déclassement du relais russe en réalisant un nouveau record national en 2 min 59 s 37.
En 2009, il participe aux Championnats du monde 2009 de Berlin où il atteint la 4e place de la finale du relais 4 × 400 m (3 min 1 s 88) et le relais est composé de Antoine Gillet, Kévin Borlée, Nils Duerinck. 
En 2010, il gagne sa première médaille lors d'une compétition internationale majeure à l'occasion des Championnats du monde en salle de Doha. Dans l'épreuve du relais 4 × 400 m, Cédric van Branteghem et ses compatriotes Kévin Borlée, Antoine Gillet et Jonathan Borlée se classent deuxièmes de la finale en 3 min 6 s 94, devant le Royaume-Uni mais devancés largement par l'équipe des États-Unis. En fin de compétition des Championnats d'Europe de Barcelone , il obtient une nouvelle médaille en se classant troisième du relais 4 × 400 mètres en compagnie de Arnaud Destatte, Kévin Borlée et Jonathan Borlée (3 min 2 s 60).

## Palmarès
| Année | Compétition                    | Lieu      | Place | Épreuve   | Temps         |
| ----- | ------------------------------ | --------- | ----- | --------- | ------------- |
| 2008  | Jeux olympiques                | Pékin     | 4e    | 4 × 400 m | 2 min 59 s 37 |
| 2009  | Championnats du monde          | Berlin    | 4e    | 4 × 400 m | 3 min 1 s 88  |
| 2010  | Championnats du monde en salle | Doha      | 2e    | 4 × 400m  | 3 min 06 s 94 |
| 2010  | Championnat d'Europe           | Barcelone | 3e    | 4 × 400m  | 3 min 2 s 60  |

## Records personnels
- Outdoor :
  - 100 m - 10,54 s - 29 mai 2003
  - 200 m - 20,60 s - 9 août 2003
  - 300 m - 32,53 s - 14 juin 2003
  - 400 m - 45,02 s - 5 septembre 2003

- Indoor :
  - 200 m - 21,29 s - 16 février 2003
  - 400 m - 46,18 s (ancien record national) - 21 février 2003